# Férfi egyéni időfutam pálya-kerékpározás az 1896. évi nyári olimpiai játékokon
A férfi időfutam egyike volt az öt pályakerékpár-versenynek az olimpián. Ez az esemény volt a negyedik a kerékpárversenyek sorában, és április 11-én tartották. Ez volt az első és egyetlen olyan időfutam verseny az olimpiák történetében, amit 1/3 kilométeres távon rendeztek, ugyanis az 1928. évi nyári olimpiai játékokon, amikor ezt a versenyszámot újra megrendezték, már 1 kilométer volt a táv.
5 nemzet 8 versenyzője harcolt a győzelemért.

## Érmesek
| Arany                             | Ezüst                                        | Bronz                         |
| Paul Masson · Franciaország (FRA) | Sztamátiosz Nikolópulosz · Görögország (GRE) | Adolf Schmal · Ausztria (AUT) |

## Eredmények
| Helyezés | Versenyző                      | Eredmény |
| -------- | ------------------------------ | -------- |
| Arany    | Paul Masson (FRA)              | 24,0 s   |
| Ezüst    | Sztamátiosz Nikolópulosz (GRE) | 26,0 s   |
| Bronz    | Adolf Schmal (AUT)             | 26,0 s   |
| 4.       | Edward Battell (GBR)           | 26,2 s   |
| 5.       | Frederick Keeping (GBR)        | 27,0 s   |
| 5.       | Theodor Leupold (GER)          | 27,0 s   |
| 5.       | Léon Flameng (FRA)             | 27,0 s   |
| 8.       | Joseph Rosemeyer (GER)         | 27,2 s   |

A francia Paul Masson 24 másodperces eredményével nyert. Ezen a napon ez már a harmadik győzelme volt. A második helyen 26 másodperces időeredménnyel holtversenyben végzett a görög Sztamátiosz Nikolópulosz és az osztrák Adolf Schmal. Ők ketten vívtak egy külön versenyt.

### Párbaj
| Helyezés | Versenyző                      | Eredmény |
| -------- | ------------------------------ | -------- |
| Ezüst 1. | Sztamátiosz Nikolópulosz (GRE) | 25,4 s   |
| Bronz 2. | Adolf Schmal (AUT)             | 26,6 s   |

Ebben a külön versenyben Nikolópulosznak sikerült javítania időeredményén, és 25,4 másodperccel megnyerte a futamot, így ő lett az ezüstérmes. Schmal rontott korábbi teljesítményén, és 26,6 másodperc alatt teljesítette a távot.